# Bermudas en los Juegos Olímpicos de Roma 1960
Las Bermudas estuvieron representadas en los Juegos Olímpicos de Roma 1960 por un total de 9 deportistas masculinos que compitieron en vela.
El equipo olímpico bermudeño no obtuvo ninguna medalla en estos Juegos.